# Ледвон, Адам
Адам Ришард Ледвон (пол. Adam Ryszard Ledwoń; род. 15 января 1974 года, Олесно, Польша — 11 июня 2008 года, Клагенфурт, Австрия) — польский футболист. Выступал на позиции защитника и полузащитника.
Ледвон сыграл 18 матчей за сборную Польши, забив один гол.
11 июня 2008 года не явился на товарищеский матч «Аустрии Кернтен» и был найден мёртвым в собственной квартире (покончил жизнь самоубийством через повешение). Сотрудничал с телеканалом Polsat и 12 июня он должен был работать комментатором на матче Евро-2008 Австрия — Польша. Ледвон был женат, у него было двое детей.